# 洋基小英雄
《洋基小英雄》（英語：Everyone's Hero）是部2006年上映的電腦動畫電影。原是前超人克里斯托弗·里夫導演，後因過世未能完成拍攝，轉由Colin Brady執導。為了紀念這位人們心中的英雄—超人，影片名稱也由《Yankee Irving》改為《Everyone's Hero》。以《修女也瘋狂》走紅的琥碧·戈柏也為片中擬人化的傳奇球棒寶貝擔任配音。
本片由二十世紀福克斯發行，在2006年9月15日上映。棒球小英雄首周票房僅有6百萬美元，全球總票房約1500百萬美元。

## 故事
《洋基小英雄》是部冒險喜劇，故事描述1932年紐約洋基隊在世界大賽進行時，一名叫揚基·厄文（Yankee Irving）的小孩為了將遺失的傳奇球棒寶貝送回到貝比·魯斯（Babe Ruth）手中而橫越千哩的故事，而這也是為了向父親證明自己並沒有偷這傳奇的球棒。揚基與一個會說話的棒球思庫維一起從芝加哥小熊隊投手馬吉尼思手上奪回寶貝並且一路上受到許多人的幫助而終於到達洋基與小熊開打的世界大賽上，揚基成功還了球棒，且貝比魯斯讓其上場擔任打擊以提振其氣勢並且開啟了洋基大反攻的契機，最後竟然還派出揚基上場打擊......。

## 登場角色
- 楊基‧歐文/Yankee Irving

（配音員：Jake T. Austin／龍顯蕙（台灣））
- 斯庫維/Screwie

（Rob Reiner／宋克軍（台灣））
- 寶貝/Darlin

（琥碧·戈柏 ／汪世瑋（台灣））

## 外部連結
- 互联网电影数据库（IMDb）上《Everyone's Hero》的资料（英文）
- Everyone's Hero at Keyframe - the Animation Resource
- Official website
- Everyone's Hero Game[永久] Help Donate To The Christopher Reeve
- 開演電影 （页面存档备份，存于） Foundation
- Everyone's Hero （页面存档备份，存于） at the Baseball Movie Guide
- 爛番茄上《Everyone's Hero》的資料（英文）